# Recensământul Populației și Locuințelor 2021 (România)

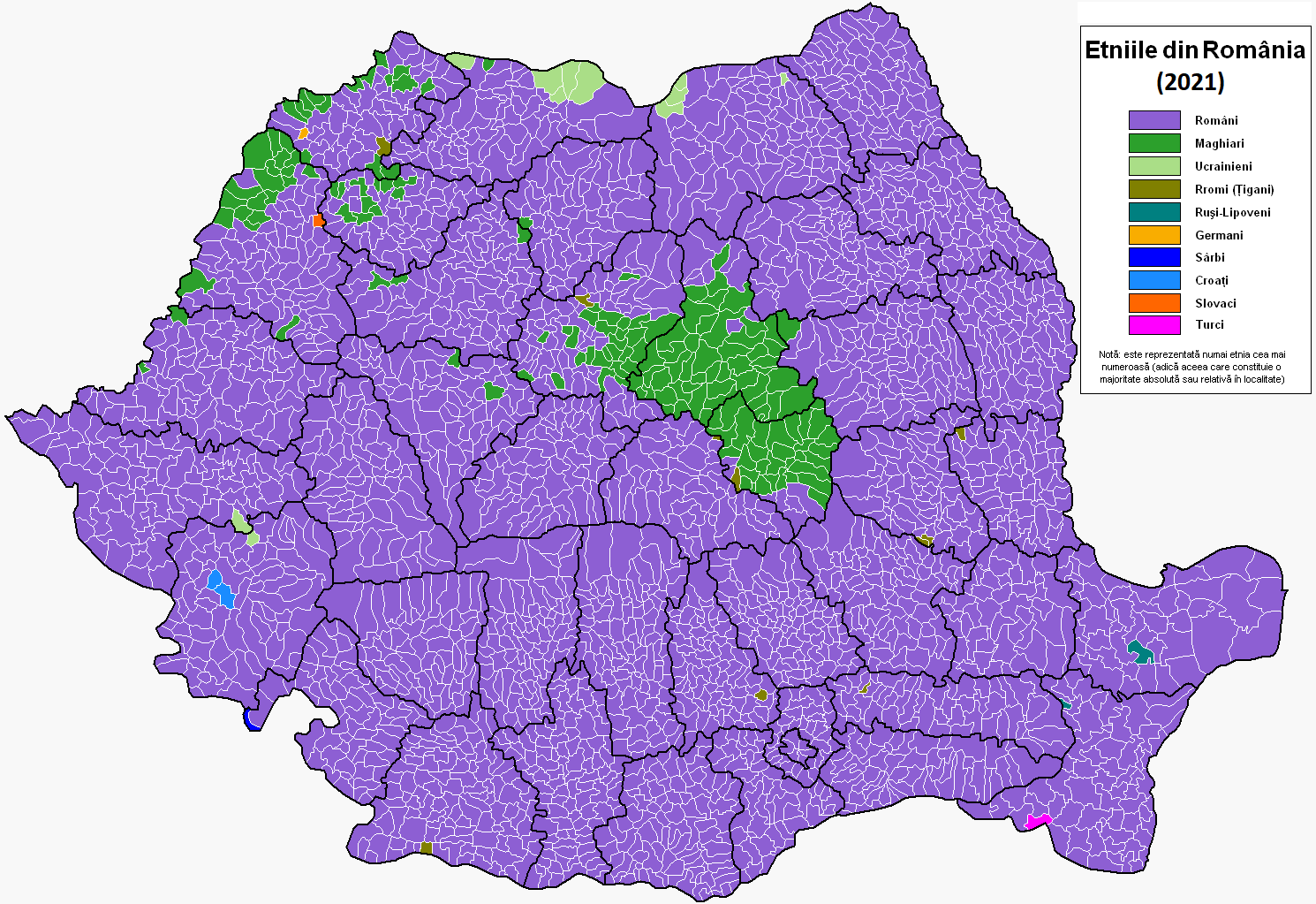
Harta etnică a României (2021)

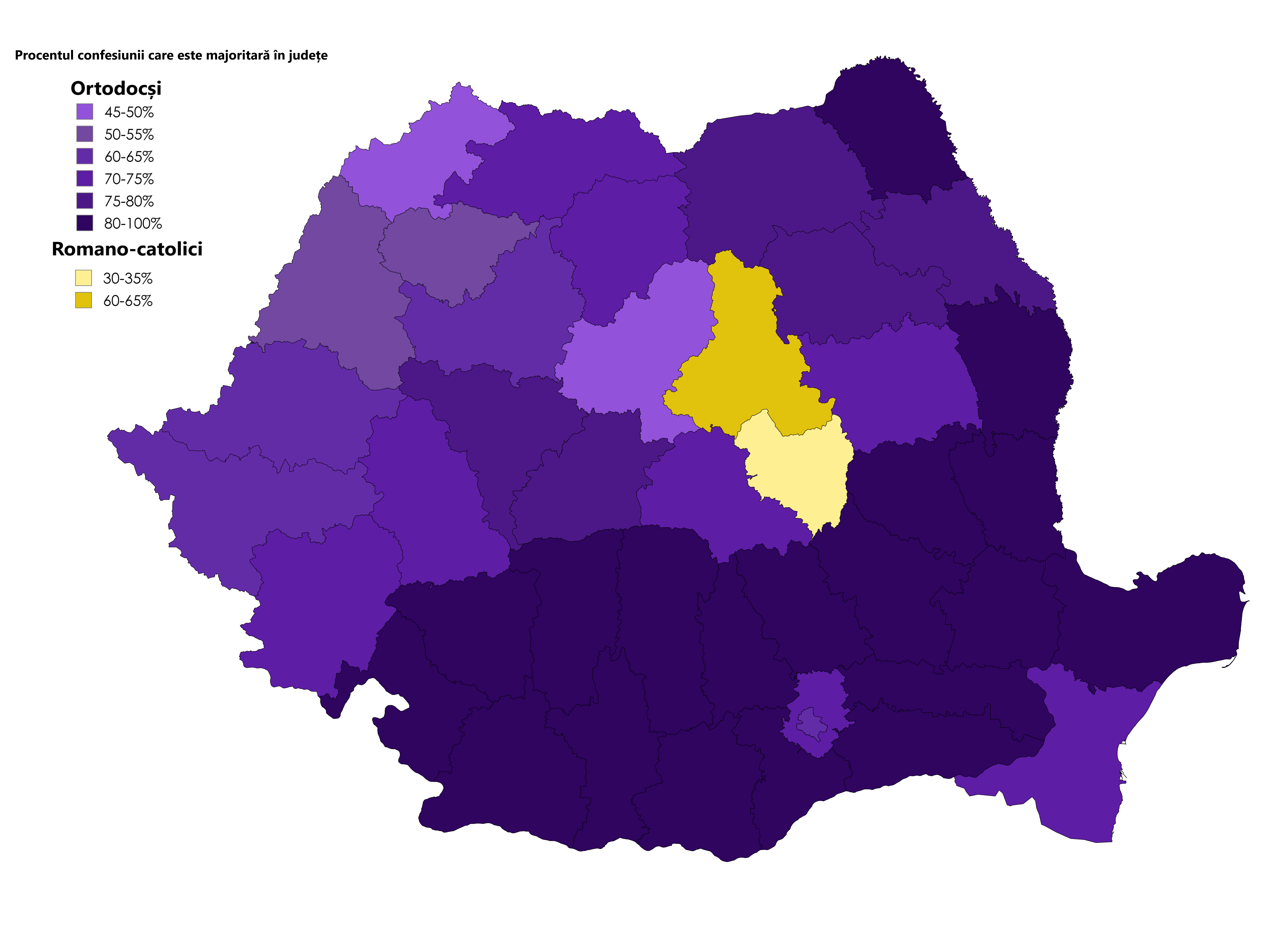
Harta confesiunilor religioase majoritare în județele României (2021)

Logoul recensământului a locuințelor și populației român din 2021

Recensământul Populației și Locuințelor 2021 (RPL2021) din România, având ca zi de referință data de 1 decembrie 2021, a fost efectuat de către Institutul Național de Statistică (INS) în perioada februarie - iulie 2022 (conform hotărârii nr. 4 din 21 iulie 2021 a Comisiei Centrale pentru Recensământul Populației și Locuințelor) și urmărește evoluția față de recensământul din 2011 în parametrii demografici, social-economici, etnici și confesionali. Desfășurarea recensământului a fost programată astfel:
- Autorecenzarea online a persoanelor, inclusiv autorecenzarea asistată: începând cu 14 martie 2022
- Recenzarea persoanelor în teren, prin interviu față în față, de către recenzori: începând cu 16 mai 2022

Recensământul populației trebuia să aibă loc în 2021, dar a fost amânat din cauza pandemiei de COVID-19 din România pentru a evita infectarea recenzorilor atunci când intră în contact cu persoane bolnave sau aflate în carantină. Din această cauză a fost primul recensământ realizat în România în care se vor colecta și date online.
Acest recensământ, terminat la 31 iulie 2022, a constatat că mai mult de 1,5 milioane de oameni din 19 milioane au rămas complet nerecenzați. Ca să poată finaliza măsurătorile prognozate, INS-ul va fi nevoit să recurgă la folosirea unor „date agregate” (adică, la informații care sunt deja în sistem – la evidența populației, la cadastru și la registrele agricole, la serviciile de informații, la autoritatea electorală, la bănci etc.), urmările posibile fiind controverse în legătură cu nerespectarea dispozițiilor legale la protecția datelor cu caracter personal (GDPR). De asemenea, mai mult de două milioane de cetățeni care s-au autorecenzat deja au fost anunțați că au greșit operațiunea digitală ori au introdus informații incomplete, drept pentru care au fost amendați. Există șanse să urmeze o avalanșă de procese judiciare.
Bugetul aprobat pentru acest recensământ a fost de 392 milioane de lei (circa 80 de milioane de euro), aproape dublu față de bugetul recensământului din 2011.

## Rezultate parțiale
Institutul Național de Statistică a publicat primele date provizorii pe 30 decembrie 2022.
România are o populație rezidentă de 19.053.815 persoane, din care predomină sexul feminin, respectiv 51,5%. Populația rezidentă este cu 1,1 milioane locuitori mai mică față de cifrele recensământului din 2011.